# Lucas Gonzalez
Lucas de Vasconcelos Gonzalez, (Belo Horizonte, 21 de dezembro de 1988), é um político e empresário brasileiro filiado ao Partido Novo. Nas eleições de 2018, foi eleito deputado federal pelo estado de Minas Gerais.
É graduado em Direito e Master of Business Administration (MBA) em Gestão Empresarial pela Fundação Getúlio Vargas (FGV).